# Warren Nemzeti Park
A Warren  Nemzeti Park Nyugat-Ausztráliában található, Perthtől 287 kilométernyire délre, Pemberton várostól 15 kilométerre délre helyezkedik el. A parkot keletről a Brockman Nemzeti Park határolja.
A park területén túlnyomórészt ős tarkalevelű eukaliptuszerdő húzódik, melyek közül némelyik egyed a 90 méteres magasságot is eléri. Közülük néhányat a bozóttüzek megfigyelésére szolgáló magaslesként, megfigyelőhelyként használtak az 1930-as és 1940-es években. A 75 méter magas Dave Evans Bicentennial Tree is a nemzeti park területén található, melyet 1988-ban Ausztrália kétszáz éves fennállásának ünnepségeire körberaktak mászóvasakkal, hogy könnyebb legyen a feljutás a fa koronájába. Ez az egyike azon fáknak Pemberton környékén, amelyeket a turisták is megmászhatnak.
A parkon a Warren-folyó és még számos kisebb patak és vízfolyás folyik keresztül. A folyóban sok pisztráng- és rákféle él.

## Fordítás
Ez a szócikk részben vagy egészben  a   Warren National Park című angol Wikipédia-szócikk ezen változatának fordításán alapul.  Az eredeti cikk szerkesztőit annak laptörténete sorolja fel. Ez a jelzés csupán a megfogalmazás eredetét és a szerzői jogokat jelzi, nem szolgál a cikkben szereplő információk forrásmegjelöléseként.